# Les Ilhes

Les Ilhes este o comună în departamentul Aude din sudul Franței. În 1 ianuarie 2022 avea o populație de 61 de locuitori.